# Димко Николов
Димко Николов, известен като Димко Драговчето, е български революционер, битолски войвода на Вътрешната македоно-одринска революционна организация.

## Биография
Николов е роден в 1883 година в битолското село Драгош, тогава в Османската империя. Присъединява се към редовете на ВМОРО и става нелегален четник. От 1908 година е войвода в Битолско. Убит е от андартския капитан Павле Илиев в края на 1908 година.
Погребан е в гробището в двора на църквата „Света Неделя“ в Битоля.